# Atletisme als Jocs Olímpics d'Estiu de 1932
Als Jocs Olímpics de 1932 celebrats a la ciutat de Los Angeles (Estats Units d'Amèrica) es disputaren 29 proves d'atletisme, sis d'elles en categoria femenina. Hi van prendre part 386 participants de 34 països. Les proves es disputaren al Los Angeles Memorial Coliseum.

## Resum de medalles

### Categoria masculina
| Prova                          | Or                                                                      | Plata                                                                        | Bronze                                                                           |
| 100 m detalls                  | Eddie Tolan                                                             | Ralph Metcalfe                                                               | Arthur Jonath                                                                    |
| 200 m detalls                  | Eddie Tolan                                                             | George Simpson                                                               | Ralph Metcalfe                                                                   |
| 400 m detalls                  | Bill Carr                                                               | Ben Eastman                                                                  | Alex Wilson                                                                      |
| 800 m detalls                  | Thomas Hampson                                                          | Alex Wilson                                                                  | Phil Edwards                                                                     |
| 1.500 m detalls                | Luigi Beccali                                                           | Jerry Cornes                                                                 | Phil Edwards                                                                     |
| 5.000 m detalls                | Lauri Lehtinen                                                          | Ralph Hill                                                                   | Lauri Virtanen                                                                   |
| 10.000 m detalls               | Janusz Kusociński                                                       | Volmari Iso-Hollo                                                            | Lauri Virtanen                                                                   |
| 110 m tanques detalls          | George Saling                                                           | Percy Beard                                                                  | Donald Finlay                                                                    |
| 400 m tanques detalls          | Bob Tisdall                                                             | Glenn Hardin                                                                 | Morgan Taylor                                                                    |
| 3.000 m obstacles detalls      | Volmari Iso-Hollo                                                       | Thomas Evenson                                                               | Joe McCluskey                                                                    |
| 4x100 m relleus detalls        | Estats UnitsRobert Kiesel · Hector Dyer · Emmett Toppino · Frank Wykoff | AlemanyaFriedrich Hendrix · Erich Borchmeyer · Arthur Jonath · Helmut Körnig | ItàliaGiuseppe Castelli · Gabriele Salviati · Ruggero Maregatti · Edgardo Toetti |
| 4x400 m relleus detalls        | Estats UnitsIvan Fuqua · Edgar Ablowich · Karl Warner · Bill Carr       | Regne UnitCrew Stoneley · Thomas Hampson · David Burghley · Godfrey Rampling | CanadàJames Ball · Ray Lewis · Phil Edwards · Alex Wilson                        |
| Decatló detalls                | James Bausch                                                            | Akilles Järvinen                                                             | Wolrad Eberle                                                                    |
| 50 km marxa detalls            | Thomas Green                                                            | Jānis Daliņš                                                                 | Ugo Frigerio                                                                     |
| Marató detalls                 | Juan Carlos Zabala                                                      | Samuel Ferris                                                                | Armas Toivonen                                                                   |
| Salt de llargada detalls       | Ed Gordon                                                               | Lambert Redd                                                                 | Chuhei Nambu                                                                     |
| Triple salt detalls            | Chuhei Nambu                                                            | Erik Svensson                                                                | Kenkichi Oshima                                                                  |
| Salt d'alçada detalls          | Duncan McNaughton                                                       | Robert van Osdel                                                             | Simeon Toribio                                                                   |
| Salt de perxa detalls          | William Miller                                                          | Shuhei Nishida                                                               | George Jefferson                                                                 |
| Llançament de pes detalls      | Leo Sexton                                                              | Harlow Rothert                                                               | František Douda                                                                  |
| Llançament de disc detalls     | John Anderson                                                           | Henri LaBorde                                                                | Paul Winter                                                                      |
| Llançament de javelina detalls | Matti Järvinen                                                          | Matti Sippala                                                                | Eino Penttilä                                                                    |
| Llançament de martell detalls  | Pat O'Callaghan                                                         | Ville Pörhölä                                                                | Peter Zaremba                                                                    |

### Categoria femenina
| Prova                          | Or                                                                               | Plata                                                               | Bronze                                                                       |
| 100 m detalls                  | Stanisława Walasiewicz                                                           | Hilda Strike                                                        | Wilhelmina von Bremen                                                        |
| 80 m tanques detalls           | Babe Didrikson                                                                   | Evelyne Hall                                                        | Marjorie Clark                                                               |
| 4x100 m relleus detalls        | Estats UnitsMary Carew · Evelyn Furtsch · Annette Rogers · Wilhelmina von Bremen | CanadàMary Frizzel · Mildred Fizzell · Lilian Palmer · Hilda Strike | Regne UnitNellie Halstead · Eileen Hiscock · Gwendoline Porter · Violet Webb |
| Salt d'alçada detalls          | Jean Shiley                                                                      | Babe Didrikson                                                      | Eva Dawes                                                                    |
| Llançament de disc detalls     | Lillian Copeland                                                                 | Ruth Osborn                                                         | Jadwiga Wajs                                                                 |
| Llançament de javelina detalls | Babe Didrikson                                                                   | Ellen Braumüller                                                    | Tilly Fleischer                                                              |

## Medaller
| Posició | País           | Or | Argent | Bronze | Total |
| 1       | Estats Units   | 16 | 13     | 6      | 35    |
| 2       | Finlàndia      | 3  | 4      | 4      | 11    |
| 3       | Regne Unit     | 2  | 4      | 2      | 8     |
| 4       | Polònia        | 2  | 0      | 1      | 3     |
| 5       | Irlanda        | 2  | 0      | 0      | 2     |
| 6       | Canadà         | 1  | 3      | 5      | 9     |
| 7       | Japó           | 1  | 1      | 2      | 4     |
| 8       | Itàlia         | 1  | 0      | 2      | 3     |
| 9       | Argentina      | 1  | 0      | 0      | 1     |
| 10      | Alemanya       | 0  | 2      | 3      | 5     |
| 11      | Letònia        | 0  | 1      | 0      | 1     |
| 11      | Suècia         | 0  | 1      | 0      | 1     |
| 13      | Filipines      | 0  | 0      | 1      | 1     |
| 13      | França         | 0  | 0      | 1      | 1     |
| 13      | Sud-àfrica     | 0  | 0      | 1      | 1     |
| 13      | Txecoslovàquia | 0  | 0      | 1      | 1     |